# Sonate pour clarinette de Ries
Ferdinand Ries a composé sa Sonate pour clarinette en sol mineur, Op. 29, à Bonn en 1809 selon son catalogue thématique, mais il ne fut publié qu'en 1812 par Simrock sans dédicace. L'histoire de cette composition n'est pas claire mais elle peut avoir été écrite avec un clarinettiste particulier à l'esprit. L'œuvre a parfois été transcrite pour violon.

## Histoire
Comme pour le trio pour clarinette, violoncelle et piano, op. 28 du compositeur, il existe peu de documentation sur les circonstances dans lesquelles elle a été composée ou interprétée, mais le fait que l'œuvre ait été largement publiée suggère qu'elle a été bien reçue.
Martin Harlow écrit que l'œuvre a probablement été composée avec un clarinettiste qualifié spécifique à l'esprit, citant le fait que l'œuvre est écrite comme un véritable duo avec les deux instruments mis en évidence, alors que bon nombre des dernières sonates pour flûte du compositeur, composées pour le marché amateur, sont dominés par le piano, la flûte n'offrant qu'un support mélodique,. Hagels soutient cette conjecture en notant que le mouvement final de l'œuvre contient une disposition permettant au clarinettiste de jouer des cadences improvisées,. En plus, Harlow déclare que lorsqu'il a examiné la partition imprimée, il était clair que l'œuvre avait été composée comme une sonate pour clarinette et ensuite transcrite pour le violon plutôt que l'inverse.

## Instrumentation et structure
L'œuvre est instrumentée pour clarinette (ou violon ) et piano. Elle est constituée de trois mouvements :
1. Adagio – Allegro
2. Adagio con moto
3. Adagio – Allegro non troppo – Prestissimo

Bert Hagels commente dans ses notes de pochette qu'une grande partie de la structure (mais pas les thèmes ) du premier mouvement utilise des procédures musicales que Beethoven a inventées dans sa Sonate pour piano, op. 53 et la Symphonie no 5, op. 67.
Martin Harlow identifie cette sonate comme une étape importante dans le développement de la sonate pour clarinette, car cette œuvre est l'une des premières sonates pour clarinette connues où il existe un équilibre entre une écriture efficace pour la clarinette qui exploite tout son potentiel et un matériau thématique innovant.